# Anton Geesink
Antonius Johannes Geesink (født 6. april 1934, død 27. august 2010) var en hollandsk 10. dan judoka.
Han var den første ikke-japanske judoka der vandt guld ved Verdensmesterskabet i judo, hvilket han gjorde i 1961 og 1965. Han var også olympisk mester, da han vandt guld ved Sommer-OL 1964 i Tokyo. Han vandt også hele 21 europamesterskaber gennem sin karriere.

## Eksterne henvisininger
- Anton Geesinks opslag i Munzinger Sportsarchiv (tysk)
- Anton Geesinks profil på Olympics.com (engelsk)
- Anton Geesinks profil på Sports-Reference OL-resultater (arkiveret) (engelsk)
- Anton Geesinks profil på Olympedia (engelsk)
- Anton Geesinks profil hos FILA (engelsk)
- Anton Geesink hos JudoInside.com (engelsk)
- Anton Geesinks profil på CageMatch worker (engelsk)
- Anton Geesinks profil hos Internet Wrestling Database (engelsk)
- Anton Geesinks profil hos Find a Grave (engelsk)
- Anton Geesinks profil hos Encyclopædia Britannica Online (engelsk)